# Franz Leibinger
Franz Leibinger (* 26. August 1976 in Spaichingen) ist ein deutscher Sänger und Profitennistrainer.

## Leben
Nach dem Besuch von Grund- und Realschule in Mühlheim an der Donau ließ er sich im Alter von 18 Jahren an einer Sportschule zum staatlich geprüften Tennislehrer ausbilden. 1995 erreichte er in der Tennis-Weltrangliste den Platz 413. Er war Trainingspartner von Marc Rosset und Sergi Bruguera.
Nach einem Autounfall im Jahr 1998 musste Franz Leibinger eine längere Pause vom Tennisspiel machen, danach gelang ihm nicht mehr der Anschluss an das professionelle Turnierspiel. Ab 2001 arbeitete er als Profitennistrainer; er trainiert seit 2007 Darija Jurak, eine kroatische Fed-Cup-Spielerin und Top 80 der WTA-Weltrangliste im Doppel.
Seine musikalische Laufbahn startete Franz Leibinger 1990. Von da an bis 1998 war er Sänger der Coverband „Toxer's“, die damals ein etwa sechsstündiges Bühnenprogramm mit internationalen Hits boten. Im Anschluss wurde er Frontmann der Rockband „Hard to handle“ und brachte in dieser Arbeit selbst komponierte und getextete Songs ein. Im Jahr 2000 trat er der Boygroup „@LPIN.AG“ bei, zu deren Markenzeichen das Tragen von Lederhosen gehörte. Es folgten Auftritte in Fernseh-Sendungen, z. B. bei „Feste der Volksmusik“ (ARD) und dem „Grand Prix der Volksmusik“ (ZDF) und Engagements zu Party-Events.
Nach der Auflösung von „@LPIN.AG“ wurde er 2006 von Uwe Hübner für die Besetzung des Gesangsduos „NeuerdinXx“ geworben, zu dem neben ihm Torben Klein gehört. Damals begleitete Leibinger mit „NeuerdinXx“ die Promotion-Tour des WM-Trucks der Fußball-Weltmeisterschaft 2006 der Menschen mit Behinderung durch Deutschland und tritt bei der Eröffnungsfeier in der Lanxess Arena vor 15.000 Fans, wie in den Stadien (z. B. der BayArena in Leverkusen vor 35.000 Menschen) auf, in denen die Spiele stattfinden.
Franz Leibinger lebt heute in Köln und leitet dort die Produktionsfirma Filmklub Entertainment. Diese produziert Musikvideos für zahlreiche Kunden wie die Universal Music Group, Sony Music Entertainment oder Warner Music Group, mit Stars wie Thomas Anders, Howard Carpendale, DJ Ötzi oder Bars and Melody. Für Kunden wie die Kölner Verkehrs-Betriebe werden auch Werbevideos oder Imagefilme produziert.

## Veröffentlichungen
- Das Erste Mal (Maxi-CD / 2001 / mit „@lpin. AG“)
- Herz in Not (Album / 2003 / mit „@lpin.AG“)